# Bufonul de aur
Bufonul de aur (2002) (titlu original The Golden Fool) este o carte a scriitoarei americane Robin Hobb. Este a doua parte din trilogia Omul arămiu (Tawny Man).

## Prezentare
Fitz a reușit să-l salveze pe prințul Dutiful din ghearele rebelilor Pestriți. Dar încă o dată costul protejării liniei neamului Farseer a fost scump: lupul Ochi Întunecați este mort.
Fitz, foarte îndurerat după moartea iubitului său partener în spirit, lupul Ochi Întunecați, ia cu reticență postul de Maestrul Meșteșugului pentru a-l învăța pe prințul Dutiful Meșteșugul. Simte că trebuie să facă acest lucru, deoarece este aproape tatăl lui Dutiful. Dutiful, moștenitorul tronului, a fost conceput de Verity folosind corpul lui Fitz cu cincisprezece ani mai devreme cu utilizarea Meșteșugului și, din această cauză, este atât de îndemânatic, cât și înțelept. Fitz nu este un mare profesor și abia deține controlul propriului său Meșteșug, dar el este singurul care a mai fost învățat cum să îl folosească. Știe că Dutiful trebuie protejat de calitățile captivante ale Meșteșugului, precum și de tentațiile periculoase ale lui Wit și de mașinațiile politice care îi înconjoară pe măsură ce Pestriții amenință să arunce cele Șase Ducate într-un război civil.  
La îndemnul vechiului său mentor, maestrul Chade, acum sfetnicul lord al Reginei Kettricken, el încearcă, de asemenea, să caute noi utilizatori de Meșteșuguri ca însoțitori pentru Dutiful. Dându-se drept servitorul Tom Badgerlock în timp ce Bufonul se preface a fi nobilul decadent Lordul Auriu, el rămâne în castel și își învață noua sa coterie (gașcă) Meșteșugul, inclusiv pe Chade. Căutările sale îl conduc la un candidat cel mai puțin probabil; un tânăr cu probleme psihice pe nume Thick, suspicios după ani de maltratare, dar mai puternic în Meșteșug decât orice persoană pe care a întâlnit-o vreodată Fitz.
În același timp, cele Șase Ducate se confruntă cu o nouă amenințare la adresa păcii fragile care a existat de la sfârșitul Războiului Corăbiilor Roșii. Regina Kettricken intenționează să-l căsătorească pe prințul Dutiful cu Narcesca (Prințesa) Elliania, sosită din Insulele Străine, pentru a încheia o alianță durabilă între cele două țări, așa cum a făcut odată căsătoria ei cu prințul moștenitor Verity. Elliania declară că nu se va căsători cu Dutiful fără ca acesta să-i aducă capul lui Icefyre, unul dintre ultimii dragoni adevărați (Icefyre, dragonul negru din Runele Zeului, doarme adânc în miezul ghețarului de pe Insula Aslevjal).

## Cuprins
| - Prolog - Pierderi grele - Capitolul I - Pestriții - Capitolul II - Servitorul lui Chade - Capitolul III - Ecouri - Capitolul IV - Logodna - Capitolul V - Amărăciuni împrăștiate - Capitolul VI - Nimicire - Capitolul VII - Lecții - Capitolul VIII - Ambiții - Capitolul IX - Rămășag cu pietre | - Capitolul X - Hotărâri - Capitolul XI - Vești din Bingtown - Capitolul XII - Jek - Capitolul XIII - Provocări - Capitolul XIV - Manuscrise - Capitolul XV - Cearta - Capitolul XVI - Părinți - Capitolul XVII - Răbufniri - Capitolul XVIII - Prăjitura roz - Capitolul XIX - Laudwine | - Capitolul XX - Coteria - Capitolul XXI - Convalescența - Capitolul XXII - Legături - Capitolul XXIII - Revelații - Capitolul XXIV - Legături - Capitolul XXV - Întrunirea - Capitolul XXVI - Negocierile - Capitolul XXVII - Primăvară cu pregătiri de plecare - Epilog |